# Giulietta Sacco (album)
Giulietta Sacco è un album dell'artista omonima, pubblicato nel 1970.

## Tracce
Lato A
1. L'addio (L. Bovio - Valente)
2. 'A 'Nfrascata (G. Pisano - G. Lama)
3. 'E Ppentite (L. Bovio - F. Albano)
4. Nun me scetà (E. Murolo - E. Tagliaferri)
5. 'O surdato 'nnammurato (A. Califano - E. Cannio)
6. 'A cartulina 'e Napule (F. Buongiovanni - De Luca)

Lato B
1. Mandulinata a Napule (E. Murolo - E. Tagliaferri)
2. Comm'è bella 'a staggione (G. Pisano - R. Falvo)
3. 'A gelusia (C. Letico - G. Ciavarolo)
4. Tarantella Internazionale (E. Murolo - E. Tagliaferri)
5. Torna maggio (V. Russo - E. Di Capua)
6. Piscatore 'e Pusilleco (E. Murolo - E. Tagliaferri)

## Crediti
I dati sono stati fedelmente ripresi dalla copertina originale del disco
- Dir. e Arr.: Tonino Esposito
- Fonico: Angelo dalla Fiora
- Realizzazione: Studio SAITTO
- Dir. Artistica: Luciano Rondinella
- Prod. Edizioni Musicali Rondinella